# دره‌کوی، المالی
دره‌کوی (به ترکی استانبولی: Dereköy) یک منطقهٔ مسکونی در ترکیه است که در المالی واقع شده‌است.